# 장개
장개(張闓, ? ~ ?)는 중국 후한 말의 무장이다. 도겸의 부하이므로, 조조의 아버지 조숭과 가족들을 호위하다가 재물에 눈이 멀어 조조의 아버지 조숭일행을 모두죽이고 회남으로 달아났다.

## 행적
서주자사 도겸의 부하였으나, 조조의 아버지인 조숭의 가족을 호위하던 중 조숭과 가족을 죽이고 금품을 빼앗고 회남(淮南)으로 달아났다.